# Черняк Ігор Васильович
І́гор Васи́льович Черня́к (2 серпня 1980 — 18 липня 2014) — солдат 2-го батальйону спеціального призначення НГУ «Донбас», учасник російсько-української війни.

## Життєпис
Народився 1980 року в Забайкальську Читинської області РРСФР. Його батько — професійний військовий, прапорщик, останнім місцем служби був Золочів. Батько після виходу на пенсію працював у місцевому військовому комісаріаті, 2010 року пішов з життя. Навчався у Золочівській загальноосвітній школі № 2 ім. Маркіяна Шашкевича, закінчив Національний університет «Львівська політехніка».
Працював у комерційному банку, потім на будівництві. Активний учасник подій на Майдані у Києві під час революції Гідності. Шкодуючи серце матері, говорив, що їде на заробітки.
Вступив добровольцем у батальйон «Донбас», стрілець-санітар. Загинув приблизно о 16:30 18 липня у бою за місто Попасну. Того вечора на сторінці в «Вконтакті» бойовики «ЛНР» виклали фото особистих речей, документів та одягу загиблих «донбасівців» та цинічний текст, у якому хизувалися вбивством українських вояків. 
Похований 26 липня 2014-го в м. Радивилові, Рівненської області.
Без єдиного сина лишилась мама.

## Нагороди та вшанування
- 2 серпня 2014 року — за особисту мужність і героїзм, виявлені у захисті державного суверенітету та територіальної цілісності України, вірність військовій присязі під час російсько-української війни, відзначений — нагороджений орденом «За мужність» III ступеня.
- у вересні 2014 року в Золочівської ЗОШ № 2 ім. Маркіяна Шашкевича відкрито меморіальну дошку його честі
- у квітні 2015 року на будівлі Радивилівського НВК «Загальноосвітня школа № 1 — гімназія» відкрито меморіальну дошку Ігорю Черняку.
- Біля в'їзду до Попасної з нагоди першої річниці визволення міста українськими військами 22 липня 2015 року врочисто відкрито пам'ятний знак на честь полеглих бійців батальйону «Донбас» Костянтина Блозви, Ігоря Черняка та Сергія Бохонька.